# A Year Without Rain
A Year Without Rain è il secondo album in studio del gruppo musicale statunitense Selena Gomez & the Scene, pubblicato il 17 settembre 2010 dalla Hollywood Records.
Uscito inizialmente per il mercato polacco in edizione standard e deluxe, l'album è stato commercializzato anche in America del Nord a partire dal 21 settembre e il 4 ottobre nel Regno Unito dalla Fascination Records.
L'album è entrato alla quarta posizione della Billboard 200 statunitense, vendendo circa 66 000 copie nella sua prima settimana, la stessa somma che vendette un anno prima il suo album di debutto Kiss & Tell. Nella seconda settimana scende alla decima posizione vendendo 35 000 copie; mantiene la posizione anche nella settimana successiva, nella quale vende altre 27 000 copie.

## Antefatti
Selena Gomez ha detto in un'intervista con New York Z100 che «l'album conterrà alcune canzoni che non hanno trovato spazio sul primo album e che il resto della band sarà molto più presente!» In una successiva intervista con MTV, la cantante ha inoltre dichiarato che il titolo dell'album sarà A Year Without Rain, dicendo: «uhm, il titolo finora del mio album, voglio dire, sto sperando che questo è ciò che sarà, si chiamerà A Year Without Rain. Sono davvero orgogliosa di questo disco, è molto diverso, e dalle canzoni si può capire la mia crescita... Sono emozionata, non posso aspettare». Facendo riferimento alla differenza di precedenti lavori, Selena ha aggiunto: «Credo che i testi siano più potenti, in un certo senso».

## Promozione

### Singoli
- Round & Round è il primo singolo estratto dall'album. Ha debuttato il 18 giugno 2010 in un programma radiofonico.[14] È stato reso disponibile per il solo download digitale il 22 giugno 2010.[15] Il video musicale è stato girato a Budapest ed è stato pubblicato due giorni dopo.[16] Il singolo è entrato alla posizione 24 della Billboard Hot 100, e alla 76 della Billboard Canadian Hot 100. Ha inoltre debuttato alla posizione #15 nella classifica digitale statunitense.[17]
- A Year Without Rain è stato pubblicato il 7 settembre 2010.[18] Il singolo è entrato alla posizione #35 negli Stati Uniti e alla #37 in Canada.[19]

### Tournée
L'omonimo tour in promozione di A Year Without Rain è iniziato il 20 ottobre 2010 a Londra e si è concluso il 14 maggio 2011 a Los Angeles.

## Tracce
1. Round & Round – 3:06 (Kevin Rudolf, Andrew Bolooki, Fefe Dobson, Jeff Halavacs, Jacob Kasher)
2. A Year Without Rain – 3:54 (Lindy Robbins, Toby Gad)
3. Rock God – 3:08 (Katy Perry, Priese Prince LaMont Board, Victoria Jane Horn)
4. Off the Chain – 4:03 (Tim James, Antonina Armato, Devrim Karaoglu)
5. Summer's Not Hot – 3:05 (Antonina Armato, Tim James, Nadir Khayat)
6. Intuition – 2:59 (Toby Gad, Eric Bellinger, Lindy Robbins)
7. Spotlight – 3:31 (Adam Anders, Peer Åström, Nicole Hassman, Shelly Peiken)
8. Ghost of You – 3:23 (Shelly Peiken)
9. Sick of You – 3:23 (Matt Squire)
10. Live Like There's No Tomorrow – 4:07 (Isaac Hasson, Mher Filian)

Traccia bonus internazionale
1. Naturally – 3:22 (Antonia Armato, Tim James, Devrim Karaoglu)

- Rock God non venne cancellata ma spostata di un numero, uguale per tutte le altre tracce

Contenuto bonus nell'edizione deluxe
- CD

1. Round & Round (Dave Aude Radio Remix) – 3:33 (testo: Kevin Rudolf, Andrew Bolooki, Fefe Dobson, Jeff Halavacs, Jacob Kasher)
2. A Year Without Rain (EK's Future Classic Remix Radio Edit) – 3:58 (testo: Lindy Robbins, Toby Gad)
3. Un año sin ver llover – 3:54 (testo: Edgar Cortazar, Lindy Robbins, Mark Portmann, Toby Gad)

- DVD

1. Girl Meets World (versione estesa)
2. Girl on Film (dietro le quinte)
3. A Year Without Rain (dietro le quinte del video)
4. Round & Round (video)
5. Naturally (video)

## Classifiche

### Classifiche settimanali
| Classifica (2010) | Posizione massima |
| ----------------- | ----------------- |
| Australia         | 46                |
| Austria           | 19                |
| Belgio (Fiandre)  | 11                |
| Belgio (Vallonia) | 21                |
| Canada            | 6                 |
| Francia           | 26                |
| Germania          | 22                |
| Grecia            | 10                |
| Irlanda           | 40                |
| Italia            | 28                |
| Messico           | 16                |
| Nuova Zelanda     | 24                |
| Paesi Bassi       | 51                |
| Polonia           | 11                |
| Portogallo        | 9                 |
| Regno Unito       | 14                |
| Repubblica Ceca   | 9                 |
| Spagna            | 6                 |
| Stati Uniti       | 4                 |
| Svizzera          | 37                |
| Ungheria          | 23                |

### Classifiche di fine anno
| Classifica (2010) | Posizione |
| ----------------- | --------- |
| Stati Uniti       | 144       |
| Classifica (2011) | Posizione |
| Stati Uniti       | 67        |

## Date di pubblicazione
| Paese       | Data              | Formato   | Etichetta              |
| ----------- | ----------------- | --------- | ---------------------- |
| Polonia     | 17 settembre 2010 | CD        | Universal Music        |
| Canada      | 21 settembre 2010 | CD/CD+DVD | Universal Music        |
| Germania    | 21 settembre 2010 | CD/CD+DVD | Universal Music        |
| Stati Uniti | 21 settembre 2010 | CD/CD+DVD | Hollywood Records      |
| Australia   | 24 settembre 2010 | CD+DVD    | Universal Music        |
| Messico     | 24 settembre 2010 | CD+DVD    | Universal Music        |
| Italia      | 28 settembre 2010 | CD+DVD    | Universal Music        |
| Regno Unito | 4 ottobre 2010    | CD/CD+DVD | Fascination Records    |
| Brasile     | 15 ottobre 2010   | CD/CD+DVD | Universal Music Brazil |